# Gaudenzio Marconi

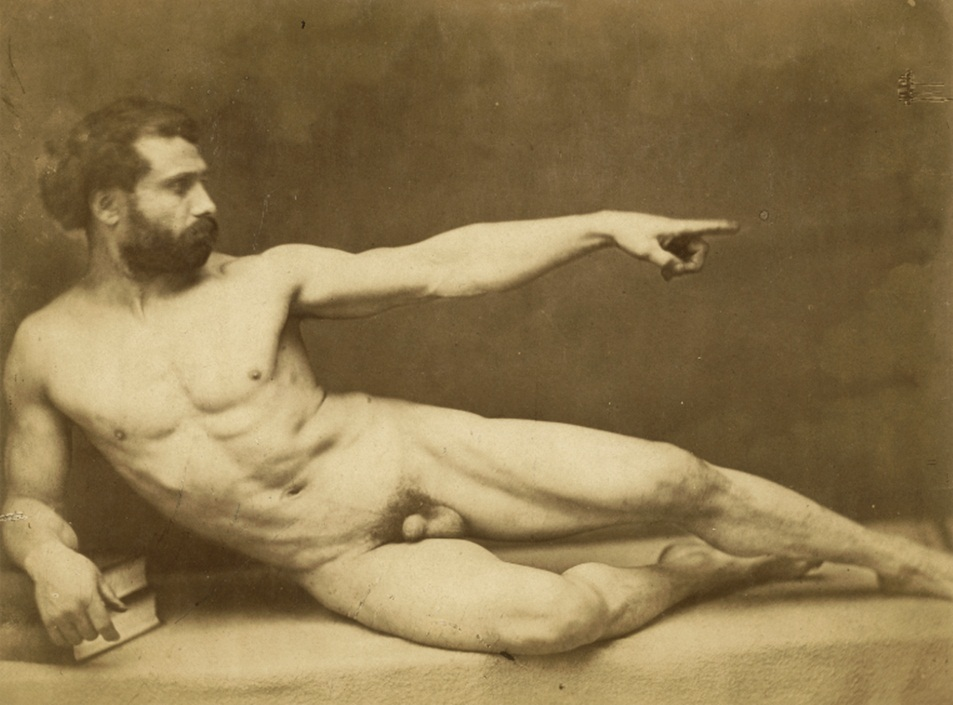
Nudo accademico.

Gaudenzio Marconi (Comologno, 12 marzo 1841 – 1885) è stato un fotografo e pittore svizzero, attivo soprattutto in Francia e Belgio.

## Biografia
Marconi nacque in Svizzera da genitori di provenienza francofona ma d'origine italiana. Sposò Adrienne Fontaine ad Amsterdam di due anni più giovane ed insieme si stabilirono a Parigi dove aprì un proprio studio. Acquistò lo studio fotografico di Auguste Belloc dopo la sua morte avvenuta in data posteriore al 1868 probabilmente in Boulevard Saint-Michel. Marconi viene citato nel "Bottin parigino" dal 1868 al 1874 con la dicitura "Fotografo ufficiale della Scuola di Belle Arti", in questo modo sappiamo che abitò in rue des Beaux-Arts 13 dal 1870 al 1872. Svolse un ruolo importante nello sviluppo e divulgazione artistica del mezzo fotografico.
Dopo la Comune di Parigi, con il forte calo di lavoro, si trasferì a Bruxelles ed aprì il negozio-atelier commerciale "Photos des Beaux Arts Marconi" presso la centrale e prestigiosa Gallerie du Commerce al numero 53, come dimostra il timbro sulle immagini del 1877 in cui fotografò il modello in gesso L'età del bronzo di Auguste Rodin potendo in questo modo dimostrare che la statua non era stata fusa utilizzando un modello vivente. È noto soprattutto per i suoi nudi artistici; le sue fotografie furono utilizzate come modello accademico per l'opera di famosi artisti.
Nel 1879 si stabilisce a Schaerbeek fino al 1885, quando non se ne hanno più notizie.